# Legat (naziv)
Legatus  (poslovenjeno legat) je bil visok častnik v rimski vojski, enakovreden sodobnemu generalu. Naziv, ki se je sprva uporabljal za predstavnika oblasti, se je  pod Avgustom preoblikoval v naziv častnika, ki je poveljeval legiji.
V času Rimske republike so legati ob koncu uspešne akcije prejemali velike nagrade, zato je bil položaj donosen in je pogosto privabil celo ugledne konzule in druge visoke politične osebnosti. Za legata se je med galskimi vojnami  na primer  prostovoljno javil konzul Lucij Julij Cezar, ki je služil pod svojim bratrancem Gajem Julijem Cezarjem.

## Zgodovina

### Rimska republika
Čin legata je obstajal že v samnitskih vojnah, vendar so ga začeli standardizirati šele leta 190 pr. n. št., da bi bolje obvladovali veliko število vojakov, novačenih za drugo punsko vojno. Legat rimske republikanske vojske je bil v bistvu vrhovni vojaški tribun, izbran iz rimskega senatorskega razreda, običajno konzul ali prokonzul. Bil je drugi najvišji častnik v vojski in poveljnikov namestnik. Legati so bili običajno bodisi prekaljeni generali bodisi ambiciozni mladi senatorji. Slednji so izkoriščali položaj legata za vzpon v svoji politični karieri.
Legata  je uradno dodelil Senat, na splošno šele po posvetovanju z vrhovnim poveljnikom v upanju, da bosta složno sodelovala. Takšno prakso so uvedli, da bi se izognili spopadom v vodstva, kakršni so bili na primer med konzulom Varom in Pavlom v Kanah. Legat je pogosto deloval kot vojaški svetovalec, kot je bil na primer Scipion Afričan kot svetovalec svojega brata Lucija med rimsko-selevkidsko vojno, ali kot poveljnikov zaupnik, kakršen je bil Lucij Kvinkcij Flaminin v kampanjah njegovega brata Tita.
Po Marijevih reformah je bil položaj legata kot drugega poveljujočega častnika odpravljen. Vsaki vojski je bilo dodeljenih več legatov. Vsak je poveljeval svoji legiji in se imenoval legatus legionis. Julij Cezar je ta naziv široko uporabljal v galskih vojnah. Sprva so prisotnost legata zahtevali le spopadi na tujih tleh, z začetkom socialne vojne leta 90 pr. n. št. pa so jih vse pogosteje uporabljali tudi v Italiji.
V Rimskem cesarstvu sta obstajaa dva legata. Legatus legionis je bil nekdanji pretorski poveljnik ene od rimskih legij, medtem ko je bil legatus pro praetore bivši konzul, ki mu je bilo dodeljeno guvernerstvo rimske province z magistratskimi pooblastili pretorja. Slednja so v nekaterih primerih vključevala poveljstvo štirih ali več legij. Legatus pro praetore  je imel pravico do dvanajstih liktorjev, ki so izvajali kazni s snopi palic (fasci). Legatus legionis je imel pravico izrekanja smrtne kazni.

### Rimsko cesarstvo
Od Avgusta naprej je cesar višjim poveljnikom legij, nekdanjim vojaškim tribunom, podeljeval naslov legatus legionis. Izjema sta bila Egipt in Mezopotamija, kjer je legijam poveljeval praefectus legionis konjeniškega ranga. Legatus legionis je bil pod vrhovnim poveljstvom legata Augusti per praetore senatorskega ranga. Če je provinco branila ena sama legija, je legiji poveljeval kar legatus Augusti per praetore. Legata je praviloma imenoval cesar. Oseba, izbrana na ta položaj, je bila pravilom nekdanji tribun. Mandat je lahko trajal navveč dve leti, vendar so ga cesarji kasneje podaljšali na tri ali celo štiri leta. V provinci z eno samo legijo je legat služil tudi kot guverner province, medtem ko je imela v provincah z več legijami vsaka legija svojega legata, ločenega od guvernerja province, ki je bil sicer vrhovni poveljnik. 
Legat je imel popolno oblast nad svojo legijo. Vrhovno oblast nad vsemi cesarskimi legijemi je imel consul militaris. Po Rimski republiki je ves nadzor Senata prešel na cesarja, zaradi česar je postal najmočnejša oseba v Rimu. Legatus legionis je svoje naloge prenašal na svoj poveljniški štab, ki je nato izvrševal njegove ukaze. Legat je bil eden najbolj cenjenih vojaških činov v Rimu.
Legata je bilo na terenu mogoče prepoznati po dovršeni čeladi in neprebojnem oklepu, pa tudi po škrlatnem ogrinjalu (paludamentum) in cinktikulu, pasu, v loku zavezanem okoli pasu.
Senatorske legate legionis je iz rimske vojske odstranil cesar Galien, ki je poveljstvo legije raje zaupal poveljniku z dolgo vojaško kariero, izbranemu znotraj konjeniškega reda.
Naziv se je od Avgustovega obdobja po ustavnih spremembah leta 27 pr. n. št. uporabljal tudi za druge položaje. Guvernerji senatski provinc so imeli naziv prokonzul, medtem ko so imeli guvernerji cesarskih provinc naziv legat (namestnik), ki je kazal na nepostredno odvisnost od cesarja.

## Diplomatski legat
Legat (legatus) je bil tudi naziv veleposlanika Rimske republike, ki ga je Senat imenoval za poslanstvo (legatio) k tujemu narodu, pa tudi za veleposlanike, ki so prišli v Rim iz drugih držav. Koncept je ohranjen tudi v sodobni diplomaciji.